# Reactor moderat amb grafit

Esquema d'un reactor nuclear utilitzant grafit com a moderador

Un reactor moderat amb grafit és un reactor nuclear que utilitza carboni com a moderador de neutrons, que permet utilitzar l'urani natural com a combustible nuclear.
El primer reactor nuclear artificial, el Chicago Pile-1, va utilitzar grafit nuclear com a moderador. Els reactors moderats amb grafit van estar implicats en dos dels desastres nuclears més coneguts: un procés de recuit de grafit no provat va contribuir al foc de Windscale (però el grafit en si no es va incendiar), mentre que un incendi de grafit durant el desastre de Txernòbil va contribuir a la propagació del grafit. material radioactiu.

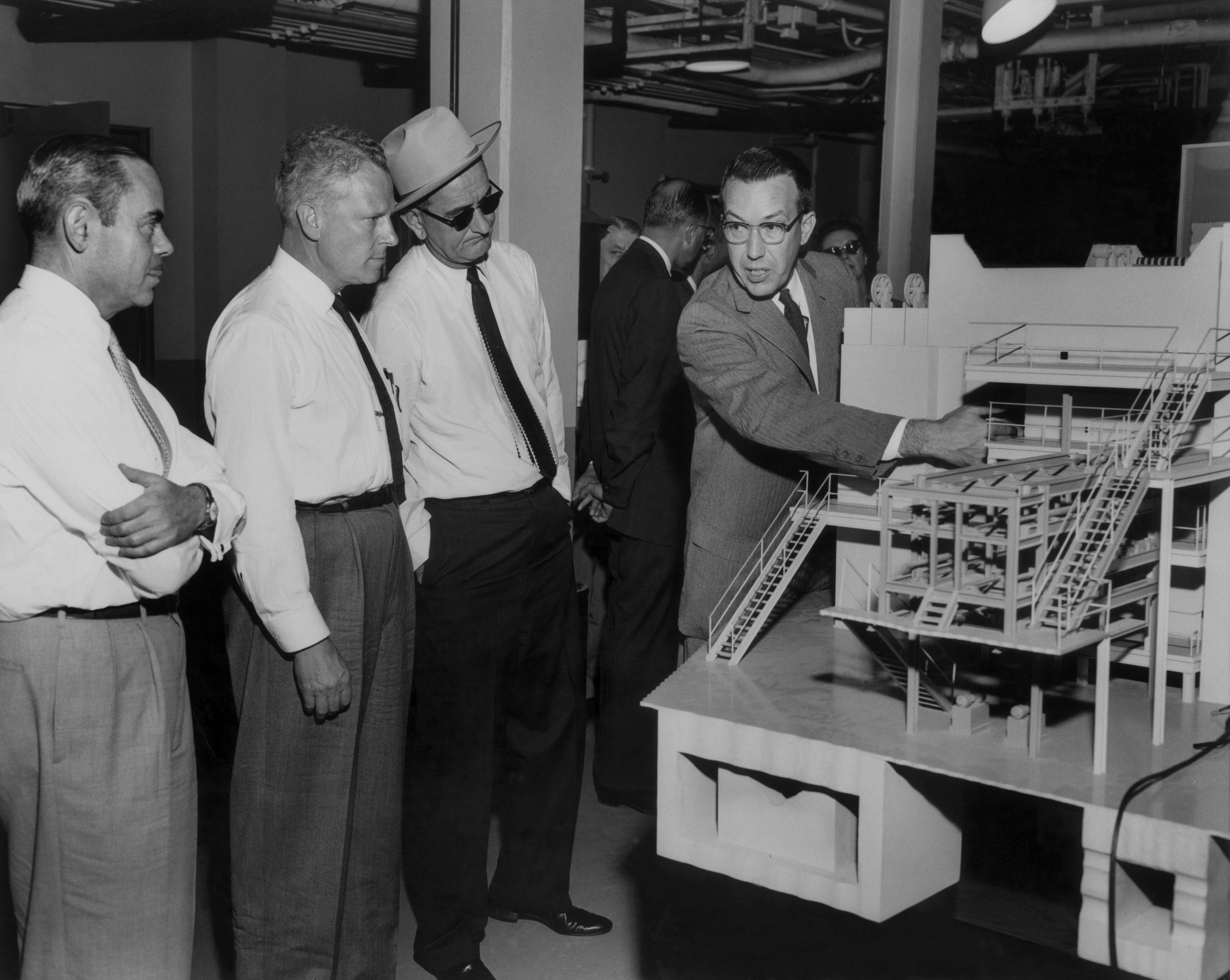
SR Sapirie, el senador Albert Gore Sr, el senador Lyndon Johnson i el doctor John Swartout mirant un model d'un reactor de grafit a Oak Ridge National Lab, el 19 d'octubre de 1958.

## Història
El primer reactor nuclear artificial, Chicago Pile-1, un dispositiu moderat amb grafit que produïa entre 0,5 watts i 200 watts, va ser construït per un equip dirigit per Enrico Fermi el 1942. La construcció i les proves d'aquest reactor (una " pila atòmica ") formaven part del Projecte Manhattan. Aquest treball va portar a la construcció del reactor de grafit X-10 al Laboratori Nacional d'Oak Ridge, que va ser el primer reactor nuclear dissenyat i construït per a un funcionament continu, i va començar a funcionar el 1943.

### Accidents
Hi ha hagut diversos accidents importants en reactors moderats amb grafit, amb el foc Windscale i el desastre de Txernòbil probablement els més coneguts.
En l'incendi de Windscale, es va utilitzar un procés de recuit no provat per al grafit, i això va contribuir a l'accident, però va ser el combustible d'urani més que el grafit del reactor el que es va incendiar. Es va trobar que l'únic dany del moderador de grafit es va localitzar al voltant dels elements de combustible en flames.
En el desastre de Txernòbil, el grafit va ser un factor que va contribuir a la causa de l'accident. A causa del sobreescalfament per falta de refrigeració adequada, les barres de combustible van començar a deteriorar-se. Després de prémer el botó SCRAM (AZ5) per apagar el reactor, les barres de control es van encallar al mig del nucli, provocant un bucle positiu, ja que el combustible nuclear va reaccionar al grafit. Això ha estat batejat com el "detonant final" dels fets abans de la ruptura. Un incendi de grafit després de l'esdeveniment principal va contribuir a la propagació de material radioactiu. La gran excursió de potència a Txernòbil durant una prova mal manejada va provocar la ruptura del recipient del reactor i una sèrie d'explosions de vapor, que van destruir l'edifici del reactor. Ara exposat tant a l'aire com a la calor del nucli del reactor, el moderador de grafit del nucli del reactor es va incendiar i aquest foc va enviar un plomall de precipitacions altament radioactives a l'atmosfera i a una àrea geogràfica extensa.

## Tipus
S'han utilitzat diversos tipus de reactors nuclears moderats amb grafit en la generació comercial d'electricitat :
- Reactors refrigerats per gas
  - Magnox
  - Reactor UNGG
  - Reactor avançat refrigerat per gas (AGR)
- Reactors refrigerats per aigua
  - RBMK
  - MKER
  - EGP-6
  - Hanford N-Reactor (doble ús)
- Reactors refrigerats per gas d'alta temperatura (passats)
  - Reactor Drac
  - AVR
  - Central nuclear de fons de préssec, unitat 1
  - THTR-300
  - Central generadora de Fort St. Vrain
- Reactors refrigerats per gas d'alta temperatura (en desenvolupament o construcció)
  - Reactor de còdols
  - Reactor a molt alta temperatura
  - Reactor de combustible prismàtic
  - Experiment del reactor d'ultra-alta temperatura UHTREX
- Altres
  - Reactor de sal fosa